# Брабант (герцогство)
Ге́рцогство Браба́нт (лат. Ducatus Brabantiae, нидерл. Hertogdom Brabant, фр. Duché de Brabant) — исторический регион в Исторических Нидерландах. Герцогство включало в себя территорию трёх современных провинций Бельгии (Фламандский Брабант, Валлонский Брабант, Антверпен), современного Брюссельского столичного региона, а также нидерландской провинции Северный Брабант.

## История
Во времена Древнего Рима Брабант располагался в Римских провинциях Белгика и Нижняя Германия, населённых кельтами, которых позже вытеснили германские племена, положившие конец имперской власти. Важнейшими городами региона были Брюссель, Антверпен, Лёвен, Бреда, Хертогенбос, Лир и Мехелен. Впервые название региона упоминается во времена Меровингов как pagus Bracbatensis (от bracha — новый, bant — регион). Брабантом назывался регион между реками Шельда и Дейле.
Позже территория Брабанта вошла в королевство Лотарингию, оказавшись таким образом неотъемлемой частью Священной Римской империи.
Император Фридрих I Барбаросса создал герцогство Брабант в 1183—1184 годах, выделив его как феод своему вассалу Генриху I Брабантскому. Изначально герцогство представляло собой крошечный участок земли между реками Сенна и Дандр западнее современного Брюсселя, однако позже, начиная с XIII века, это название применяли уже ко всей территории Брабанта.
В 1288 году после битвы при Воррингене герцог Брабантский присоединил к своим владениям графство Лимбургское и верхний Маас. В 1356 году жителям Брабанта была предоставлена хартия свободы. 
В 1425 г. основан Старый Лёвенский университет.
В 1430 году герцогство Брабантское было унаследовано Филиппом III Добрым и вошло в состав Бургундии.
В 1477 году титулы герцогов Брабантских перешли к Габсбургам после брака Марии Бургундской и Максимилиана I. Дальнейшая история герцогства Брабантского неразрывно связана с историей Семнадцати провинций.
Восьмидесятилетняя война (1568—1648 годы) разделила герцогство: по Вестфальскому миру северные провинции отошли независимым Нидерландам. Южная часть оставалась герцогством в составе Габсбургских Южных Нидерландов.
В 1795 году, во времена французской оккупации, герцогство Брабант было упразднено.